# 军事保民官
军事保民官（拉丁語：tribunus militum）是古罗马军队中百夫长之上雷加图斯之下的职位，通常由骑士阶级的年轻男性担任并作为晋升至元老院的过渡职位。